# جون إل. سامبسون
جون إل. سامبسون (بالإنجليزية: John L. Sampson)‏ هو سياسي أمريكي، ولد في 17 يونيو 1965 في بروكلين في الولايات المتحدة. حزبياً، نشط في الحزب الديمقراطي. وقد انتخب عضو مجلس ولاية نيويورك.